# Пејнт Рок (Тексас)
Пејнт Рок (енгл. Paint Rock) град је у америчкој савезној држави Тексас. По попису становништва из 2010. у њему је живело 273 становника.

## Демографија
Према попису становништва из 2010. у граду је живело 273 становника, што је 47 (14,7%) становника мање него 2000. године.
| Група             | 2000.       | 2010.       |
| Белци             | 227 (70,9%) | 187 (68,5%) |
| Афроамериканци    | 0 (0,0%)    | 0 (0,0%)    |
| Азијати           | 0 (0,0%)    | 2 (0,7%)    |
| Хиспаноамериканци | 91 (28,4%)  | 76 (27,8%)  |
| Укупно            | 320         | 273         |